# Heteropoda pedata
Heteropoda pedata là một loài nhện trong họ Sparassidae.
Loài này thuộc chi Heteropoda. Heteropoda pedata được Embrik Strand miêu tả năm 1907.